# The Music's No Good Without You
The Music's No Good Without You é o primeiro single europeu e o segundo single americano da cantora Cher extraído do álbum Living Proof. Lançado em 2001, a canção foi executada em vários programas de TV na Europa, mas não foi cantada na The Farewell Tour(2002-2005).

## Informação sobre a canção
"The Music's No Good Without You", foi escrita, gravada e lançada em 2001. A música se tornou um hit de verão fora dos Estados Unidos, onde foi lançada. Após o lançamento internacional, a canção conseguiu tornar-se um hit top dez no Canadá, Itália, Romênia, Taiwan e Reino Unido. Atingindo a posição #8 no UK Singles Chart, Cher se tornou a única artista feminina a ter canções no Top 10 em cada década, começando em 1960 (seu primeiro hit top 10 foi "All I Really Want to Do", em 1965).Nos Estados Unidos o álbum Living Proof não foi liberado até fevereiro de 2002 e seu primeiro single foi "Song for the Lonely". Quando "The Music's No Good Without You", juntamente com "A Different Kind of Song Love" foram lançados como um single nos Estados Unidos, Cher já estava em turnê e por isso não o pormoveu. A canção atingiu a posição #19 no Billboard Dance/Club Play Songs. Foi número 1 na Rússia, onde Cher se tornou a primeira artista americana a liderar a parada daquele país e também foi número 1 na Polônia.

## Videoclipe
No videoclipe de The Music's No Good Without You, Cher é uma rainha do espaço que está triste porque seu namorado a deixou. Ao longo de todo o vídeo, ela escreve uma carta dizendo que ela sabe que ele não precisa mais dela. No final, ela coloca a carta em uma garrafa vazia e envia-lo flutuando no espaço. Parece que este não tinha sido a primeira carta que ela havia enviado para ele, porque há dezenas de garrafas flutuando no espaço.

### Charts semanais
| Chart (2001–2002)                           | Peak position |
| ------------------------------------------- | ------------- |
| Austrália (ARIA)                            | 23            |
| Áustria (Ö3 Austria Top 75)                 | 24            |
| Bélgica (Ultratop 50 de Flandres)           | 28            |
| Bélgica (Ultratop 50 da Valônia)            | 31            |
| Canada (Nielsen SoundScan)                  | 5             |
| Dinamarca (Tracklisten Airplay)             | 12            |
| Denmark (Tracklisten)                       | 14            |
| Europe (European Hot 100 Singles)           | 21            |
| European Radio Top 50                       | 1             |
| Finlândia (Suomen virallinen lista)         | 19            |
| França (SNEP)                               | 45            |
| Alemanha (Offizielle Deutsche Charts)       | 27            |
| Irlanda (IRMA)                              | 25            |
| Italy (FIMI)                                | 4             |
| Países Baixos (Dutch Top 40)                | 21            |
| Países Baixos (Single Top 100)              | 25            |
| Noruega (VG-lista)                          | 20            |
| Poland (Nielsen Music Control)              | 6             |
| Portugal (AFP)                              | 6             |
| Romania (Romanian Top 100)                  | 5             |
| Escócia (Scottish Singles Chart)            | 8             |
| Espanha (PROMUSICAE)                        | 8             |
| Suécia (Sverigetopplistan)                  | 13            |
| Suíça (Schweizer Hitparade)                 | 22            |
| Reino Unido (UK Singles Chart)              | 8             |
| Estados Unidos (Billboard Dance Club Songs) | 19            |

 
|

### Charts de fim de ano
| Chart (2001)                         | Position |
| ------------------------------------ | -------- |
| Italy (Hit Parade Italia)            | 76       |
| Netherlands (Dutch Top 40)           | 182      |
| UK Singles (Official Charts Company) | 178      |

|}